# Cathy Weseluck
Catherine Weseluck, ou Cathy Weseluck, est une actrice, chanteuse et directrice de casting canadienne, née le 21 août 1970 à Toronto.

## Biographie
Catherine Weseluck naît le 21 août 1970 à Toronto.